# Droga wojewódzka 184
Die Droga wojewódzka 184 (DW 184) ist eine polnische Woiwodschaftsstraße, die auf 42,1 Kilometer Länge in den Woiwodschaft Großpolen in Süd-Nord-Richtung verläuft.
Die DW 184 verbindet die Städte Wronki, Ostroróg, Szamotuły (Samter) und Napachanie. Bis 2020 führte die Straße durch Poznań (Posen) nach Przeźmierowo. Seit dem Oktober 2020 wurde die Abschnitt Napachanie – Przeźmierowo zur Kreisstraße abgestuft.